# Emirato di Najd

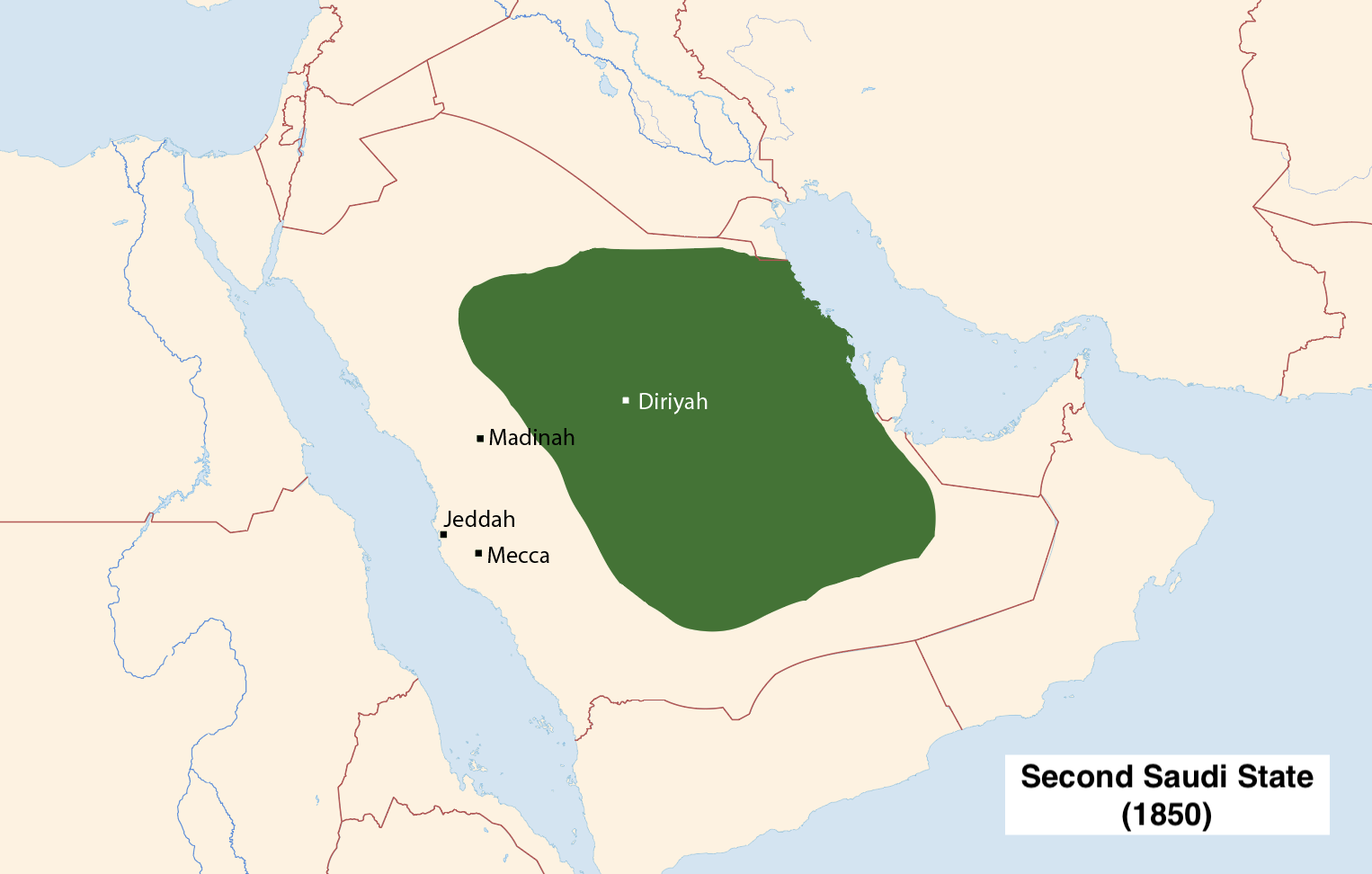
Il secondo Stato Saudita

L'emirato di Najd fu il secondo Stato saudita ed esistette dall'inizio alla fine del XIX secolo. Il governo saudita venne restaurato, nell'Arabia centro-orientale, dopo essere stato abbattuto dagli ottomani nel 1818. Rispetto al primo Stato saudita, il secondo fu caratterizzato da minore espansione territoriale e minore zelo religioso, anche se i dirigenti sauditi continuarono a portare il titolo di imam e si affiancavano agli studiosi wahhabiti.
Esso fu anche segnato da gravi conflitti interni alla famiglia saudita, portando infine alla caduta della dinastia. La riconquista di Riyadh da parte di Turki bin Abd Allah, nel 1824, è generalmente considerata come l'inizio del secondo stato saudita, mentre la fine è stata segnata dalla battaglia di Mulayda nel 1891, tra le forze fedeli all'ultimo imam saudita, Abdul Rahman ibn Faisal ibn Turki, e Al Rashid dinastia di Ha'il.

## Storia
Il primo saudita a tentare di riconquistare il potere dopo la caduta dell'emirato di Diriyah fu nel 1818 Mishari bin Sa'ud, un fratello dell'ultimo sovrano in Diriyah, Abd Allah bin Sa'ud: fu presto catturato dagli egiziani e ucciso. Nel 1824 Turki bin Abd Allah bin Muhammad, nipote del primo imam saudita Muhammad ibn Sa'ud, che era riuscito a sfuggire alla cattura dagli egiziani, fu in grado di espellere le forze nemiche ed i loro alleati locali da Riad e dai suoi dintorni ed è generalmente considerato il fondatore della seconda dinastia saudita, oltre ad essere l'antenato del moderno re dell'Arabia Saudita. Stabilì la capitale a Riad e fu in grado di riunire i molti parenti che erano sfuggiti alla prigionia in Egitto, tra cui suo figlio Faysal bin Turki bin Abd Allah.
Turki fu assassinato nel 1834 da Mishari bin Abd al-Rahman, un lontano cugino. Mishari fu presto assediato a Riad e successivamente giustiziato da Faysal, che divenne il sovrano più importante del secondo regno saudita. Faysal, tuttavia, dovette affrontare una nuova invasione del Najd da parte degli egiziani quattro anni più tardi. La popolazione locale non fu disposta a resistere e Faysal nel 1838 fu sconfitto e portato in Egitto come prigioniero una seconda volta.
Gli egiziani misero al potere Khalid bin Sa'ud, l'ultimo fratello superstite di Abd Allah bin Sa'ud e pronipote di Muhammad ibn Sa'ud che aveva trascorso molti anni nella corte egiziana; egli si installò a Riad ed era sostenuto dalle truppe egiziane. Nel 1840, tuttavia, i conflitti esterni costrinsero gli egiziani a ritirare tutte le loro milizie dalla penisola araba, lasciando Khalid con poco appoggio: visto dalla maggior parte degli abitanti del luogo come niente di più che un governatore egiziano, egli fu rovesciato poco dopo da Abd Allah bin Thuniyyan, appartenente al ramo Al Thuniyyan della famiglia Al Sa'ud. Faysal venne liberato in quell'anno e, aiutato dagli Al Rashid di Ha'il, fu in grado di riconquistare Riad e ritornare al potere. In seguito nominò suo figlio Abd Allah bin Thunayyan bin Ibrahim bin Thunayyan bin Saud principe ereditario e divise i suoi domini tra i suoi tre figli Abd Allah, Sa'ud e Muhammad.
Alla morte di Faysal nel 1865, gli succedette Abd Allah, che però fu presto sfidato da suo fratello, Sa'ud: i due fratelli combatterono una lunga guerra civile e la sovranità su Riad fu a lungo contesa. Un vassallo dei sauditi, Muhammad bin Abd Allah bin Rashid, emiro di Ha'il, colse l'occasione per intervenire nel conflitto e aumentare il proprio potere: a poco a poco egli estese la sua autorità su gran parte del Najd, conquistando anche la capitale saudita, Riad. Nel 1891, con la battaglia di Mulayda, ibn Rashid espulse definitivamente dal Najd l'ultimo leader saudita, Abd al-Rahman bin Faysal.

## Elenco dei sovrani
- Imam Turki bin Abd Allah bin Muhammad (1819 - 1820) (1ª volta)
- Imam Turki bin Abd Allah bin Muhammad (1824 - 1834) (2ª volta)
  - Imam Mushari bin Abd al-Rahman bin Mushari (1834 - 1834) (usurpatore)
- Imam Faysal bin Turki bin Abd Allah (1834 - 1838) (1ª volta)
- Imam Khalid bin Sa'ud bin Abd al Aziz (1838 - 1841)
- Imam Abd Allah bin Thunayyan bin Ibrahim (1841 - 1843)
- Imam Faysal bin Turki bin Abd Allah (1843 - 1865) (2ª volta)
- Imam Abd Allah bin Faysal bin Turki (1ª volta) (1865 - 1871)
- Imam Sa'ud bin Faysal bin Turki (maggio 1871 - 1871) (1ª volta)
- Imam Abd Allah bin Faysal bin Turki (1871 - 1873) (2ª volta)
- Imam Sa'ud bin Faysal bin Turki (1873 - gennaio 1875) (2ª volta)
- Imam Abd al-Rahman bin Faysal bin Turki (1875 - 1876) (1ª volta)
- Imam Abd Allah bin Faysal bin Turki (1876 - 1889) (3ª volta)
- Imam Abd al-Rahman bin Faysal bin Turki (1889 - 1891) (2ª volta)